# Mosteiro do Divino Salvador de Moreira
O Mosteiro do Divino Salvador de Moreira, também conhecido como Mosteiro de Moreira da Maia, Igreja Matriz de Moreira, Igreja Conventual ou não-oficialmente como Catedral das Terras da Maia, é um antigo mosteiro de estilo maneirista, localizado na freguesia de Moreira, Município da Maia.
A igreja desempenha a função de igreja matriz da freguesia.
O Mosteiro foi fundado em 832, sendo transferido em 1060 para a localização atual. O mosteiro atual data de 1622. Antes de ingressar na Congregação de Santa Cruz de Coimbra, em 1565, era o mais importante mosteiro da Ordem dos Cónegos Regrantes de Santo Agostinho, precedendo a todos os outros em importância e antiguidade no bispado do Porto.
Com a extinção das ordens religiosas em 1834, a cerca do Mosteiro foi separada da Igreja e vendida a privados, passando a certa altura a ser propriedade de Luís de Magalhães, ilustre membro da Geração de 70, trazendo alguns dos seus pares, como Eça de Queirós, Antero de Quental, Oliveira Martins, Jaime de Magalhães Lima, Alberto Sampaio e António Feijó. A Quinta do Mosteiro é inclusive referida por Eça de Queirós como a "Quinta de Refaldes" na sua obra A Correspondência de Fradique Mendes.
É no mosteiro de Moreira que se encontra a belíssima relíquia do Santo Lenho de Moreira, um fragmento da Cruz de Cristo chegado ao mosteiro antes de 1085 por mãos de cruzados, à qual são atribuídos diversos milagres.
O mosteiro encontra-se classificado como Monumento de Interesse Público desde 2012.

## História

### Fundação
De acordo com os historiadores João de Barros (parecer de 1540) e Manuel Severim de Faria (Discurso 4 dos Discursos Vários Políticos), assim como com o antiquário Gaspar Álvares Lousada (parecer de 1602), a fundação do mosteiro pode ser rastreada até ao ano de 832. Encontrava-se no cartório do mosteiro o testamento de Dona Gontinha, senhora das Pedras Ruivas, entre "mais de duas mil escrituras antigas, que se conservam no seu cartório, todas de letra gótica muy má de ler, e em latim bárbaro". As observações feitas por esses especialistas permitiram concluir que o testamento data da era de César de 900 (ano de 832), e que o mosteiro foi primeiramente fundado sob a invocação de São Jorge num lugar chamado Gontão, a norte da localização atual, supostamente junto a Moreira de Cónegos. Este facto confere-lhe o estatuto de mosteiro/igreja mais antigo da diocese do Porto, além de também ser o mais antigo de todos os da Ordem dos Cónegos Regrantes de Santo Agostinho na província de Entre Douro e Minho.

### Transferência para Moreira
Em 1060, e por vontade dos seus padroeiros Tructezindo Gomes e Dona Gontinha, o abade D. Mendo transferiu o mosteiro para Moreira e tomou a invocação do Divino Salvador, informação corroborada pelo testamento de Soeiro Mendes da Maia, que confirma a sua fundação na localização atual antes de 1064 (texto transcrito de seguida). Em 1090, o mosteiro beneficiou de uma doação de Egas Trutesindes e sua mulher Hermesenda Gonçalves, pais do abade D. Mendo, que em "vendo a perfeição com que seu filho vivia no Mosteiro com os seus clérigos, segundo a Regra do Padre S. Agostinho", transferiram para a sua posse uma grande herdade junto ao mosteiro.
A primeira referência ao Santo Lenho de Moreira surge em 1078, no testamento de Trutesindo Guterres, filho de Egas Trutesindes, feito em honra de S. Salvatoris, & Sanctæ Mariæ Virginis, & Ligni Sanctæ Crucis, & omnium Sanctorum Apoʃtolorum. Muitas das doações feitas ao mosteiro de Moreira foram em honra ao Santo Lenho de Moreira.
A construção do mosteiro primitivo foi iniciada em 1092 e concluída em 1112, ano em que D. Hugo, bispo do Porto, sagrou a nova igreja. Até meados do século XVI o mosteiro possuiu várias igrejas anexas. A Regra de Santo Agostinho foi instaurada em 899, ano em que os Cónegos Regrantes de Santo Agostinho passaram a ocupar o mosteiro. No século XI, foi fundada a cerca do Mosteiro, atualmente a Quinta do Mosteiro. Inicialmente, o mosteiro era misto, com as cógenas e os cónegos em claustros diferentes, mas em 1147 as freiras foram transferidas para o Convento de São Cristóvão, levando consigo uma parte da renda do mosteiro, assim como várias propriedades que pertenciam antigamente ao mosteiro de Moreira, como a Quinta da Retorta na Azurara, assim como várias propriedades nessa aldeia.
Ao longo deste período o Mosteiro de Moreira beneficiou de várias doações respeitantes aos direitos de comedoria, pousada, cavalaria, casamento e outros. A este mosteiro destinou Soeiro Mendes da Maia, tio de Gonçalo Mendes da Maia, "O Lidador", toda a sua riqueza num testamento curioso:
In nomine Domini, qui cum æterno Patre, & Spiritu Sancto in perʃonis trinus adoratur, & colitur, & in Trinitate veneratus, unus, idemque dicitur.
Non eʃt ambiguum, ʃed omnibus hominibus noʃtris in partibus commorantibus, manet patefactum; eo quod ob honorem, & reverentiam mundi Salvatoris, & plurimorum Sanctorum, quorum reliquiæ ab Epiʃcopo Domno Hugone reconditæ dignoʃcitur iʃta Eccleʃia eʃt dedicata, diʃcurrente Æra centeʃʃima, ʃecunda, peracta milleʃʃima, habitante ibidem Abbate Domno Mendo, ipʃius Eccleʃiæ fundatore in loco qui dicitur Moraria ʃubtus mons Petras Rubias, diʃcurrente rivulo Leʃʃa, prope littora maris in territorio Portugalenʃi.
Igitur ego indignus, & negligens, & deʃidioʃus, & plenus peccatis Sueiro Menendis timens, & pavens extremum mortis meæ diem, & prævidens me eße præʃentaturum, & judicaturum ante conʃpectum divinæ Majestatis, ut in illa terribili die merear evadere laqueos inferorum, in intellectu meo, & memoria, & integerrimo ʃenʃu, offere venerabili, & glorioʃo loco Sancti Salvatoris de Moraria ʃupradicto (ubi corpus meum jubeo ʃepeliri) omnes hæreditates meas, quas habeo, vel habere poʃʃum de Aviorum, & parentum meorum, ʃive de ganantiis, ad victum, & veʃtimentum Clericorum, qui victam Sanctorum perʃeveraverint in ipʃo ʃupradicto Monaʃterio, dum perenniter fuerit mundus.
Facta ʃeries teʃtamenti Kalendis Maii Æra M.C.XXIII. Ego Suerius Menendis propria manu roboro in præʃentia Abbatis Menendi, & ʃuorum Clericorum pro teʃtibus.
— Nicolao de S. Maria (1668). Chronica da Ordem dos Conegos Regrantes do Patriarcha S. Agostinho. (Trad. do Latim; pg. 273); Rodrigo da Cunha (1743). Catalogo dos Bispos do Porto. (Trad. do Latim; pg. 296-297)
Com a respetiva tradução:
Em nome do Senhor, que com o Pai Eterno, e o Espírito Santo trino em pessoas é adorado, e glorificado, e venerado em Trindade, e uno em essência.
Não é ambíguo a todos os nossos homens destas partes moradores que aqui prevalecem, que à honra e reverência do Salvador do mundo, e de inúmeras relíquias de Santos que aí permanecem, dedicou o Bispo Dom Hugo esta Igreja, correndo a era de 1102 [ano de 1064], sendo habitante o Abade D. Mendo, desta Igreja fundador em lugar chamado Moreira sob o monte de Pedras Rubras, onde corre o rio Leça, próximo das praias do mar em território Portucalense.
Portanto, eu, indigno, negligente, indolente e pleno pecador Soeiro Mendes, com temor e pavor do último dia da minha morte, e prevendo que hei de ser apresentado, e julgado ante o conspecto da Majestade Divina [diante do Tribunal Divino], para que nesse terrível dia mereça evadir-me dos laços do inferno, em meu intelecto, e memória, e integérrimo senso, ofereço ao venerável, e glorioso lugar de São Salvador de Moreira supradito (no qual meu corpo ordeno que se sepulte) todas as minhas herdades, tantas quantas tenho, como possa vir a ter de meus avós, e de meus pais, ou de minhas agências, para que se sustente, e se vista os Clérigos [para sustentação dos Clérigos], que em vida santa perseveram neste supradito Mosteiro, enquanto o mundo for mundo.
Foi feita esta carta de testamento às Calendas de Maio da Era de 1123 [1 de maio de 1085]. Eu, Soeiro Mendes, com minha própria mão a firmei em presença do Abade Mendo e seus Clérigos por testemunhas.
Ao abade D. Mendo, sucederam os abades D. Gelmiro e D. Mendo II. Com o falecimento deste último, no dia 8 de janeiro de 1133, os cónegos do mosteiro recorreram a S. Teotónio, prior do mosteiro de Santa Cruz, para enviar um dos seus cónegos para ser prelado do mosteiro de Moreira, tendo sido mandado D. Afonso Mendes, que à semelhança de S. Teotónio escolheu o título de "prior" por sinal de humildade, facto que consta de uma carta de profissão de uma cónega, Geluira Guterres, de 1134.
Chegou inclusive ao mosteiro a doação do couto por D. Afonso Henriques, provavelmente em 1170, citada na carta sobre o couto e jurisdição do Mosteiro dada por D. Afonso IV, em 13 de Novembro de 1335. Em 1285, foi mandada fazer uma inquirição para definir as divisões e limites exatos do couto do Mosteiro de Moreira. Em 1290, o bispo de Coimbra concedeu indulgências a quem ajudasse as obras da igreja e do mosteiro, e em 1367, devido ao mau estado do edifício do Mosteiro e à carência de meios para se manter, D. Fernando manteve a taxa imposta por D. Afonso IV.
No sínodo convocado pelo bispo do Porto, D. Diogo de Sousa, em 24 de agosto de 1496, encontrando-se presente "todo o Cabido da dita Sè [do Porto], & o Deaõ Ruy de Souʃa, & o Prior de S. Salvador de Moreira Dom Ioaõ do Porto, & o Prior do Moʃteiro de Villaboa do Biʃpo, & o Prior de S. Martinho de Cedofeita, & o Prior do Moʃteiro de Santa Eulalia de Vandoma, & o Prior do Mosʃteiro de S. Estevaõ de Villela, & o Prior do Moʃteiro de S. Salvador de Lordello, & o Prior de S. Pedro de Ferreira, & o Prior de S. Andre de Anʃede, & outros mais", abriu-se a discussão sobre qual dos mosteiros dos Cónegos de Santo Agostinho possuía "mayoridade" e "preminencia", e qual "havia de preceder" a todos os outros. Após uma troca de argumentos, foi decidido por unanimidade "que o Moʃteiro de Moreira precedia em antiguidade a todos os outros Moʃteiros de Conegos de S. Agostinho" do bispado do Porto, decisão julgada assim por sentença por D. Diogo de Sousa. Esta decisão, assentada em "muitos inʃtrumentos" que asseguravam a proeminência do mosteiro de Moreira, permitiu ao prior D. João do Porto afirmar a sua autoridade e a do mosteiro entre os Cónegos de Santo Agostinho, tornando o mosteiro no mais importante da Ordem no bispado do Porto.
Durante o reinado de D. João III, foi concedido pelo rei aos caseiros do Mosteiro os privilégios de que gozavam os caseiros, familiares e apaniguados do regedor e desembargadores do Desembargo Régio.
Em 1298, o bispo do Porto, D. Sancho Pires, concedeu ao mosteiro de Moreira, sob a regra do prior D. João Pires (seu sobrinho), o direito de apresentação das igrejas de São Cosme de Gemunde, São Mamede de Perafita e São João do Mindelo (à altura todas do concelho da Maia). Como forma de retribuição ao bispo do Porto, o prior D. João Pires abriu mão das igrejas de São Fins da Feira (antigo concelho da Feira, perto da atual Santa Maria da Feira) e Santa Marinha da Retorta (atualmente Vila do Conde) que pertenciam ao mosteiro de Moreira. No mesmo ano, foi-lhe concedido também direito de apresentação da igreja da Santa Maria de Vila Nova da Telha. Em 1476, a igreja de São Tiago de Labruge foi anexada ao mosteiro.
Cerca de 1483, o mosteiro chegou às mãos de comendatários, sendo referidos como comendatários do mosteiro D. Pedro da Costa, bispo de Osma em prazos feitos ao escrivão de sua câmara, ao seu criado e cozinheiro, entre outras pessoas, no ano de 1534; D. Manuel dos Santos, bispo de Targa em documentos relativos à Igreja de São Mamede de Perafita no ano de 1546; e D. Fulgêncio de Bragança, filho de Jaime I, Duque de Bragança, em sentenças relativas aos bens dos passais do mosteiro, no ano de 1552.

### União com Santa Cruz de Coimbra
O regime de comendas foi extinto no ano de 1562, tendo-se assim iniciado o processo de união do Mosteiro de Moreira à Congregação de Santa Cruz de Coimbra.
Como forma de agradecimento ao Mosteiro de Santa Cruz ("criouʃe, & eʃtudou no Moʃteiro de S. Cruz de Coimbra com o habito de Conego"), D. Fulgêncio de Bragança renunciou à posse do mosteiro de Moreira para este se unir à Congregação de Santa Cruz de Coimbra, a troco de uma determinada pensão. Assim, foram nomeados temporariamente para prior D. Clemente e para pregador D. João (ambos de Santa Cruz de Coimbra) enquanto se fazia chegar as bulas e se concluía a oficialização da união. O mosteiro de Moreira veio assim a ser ocupado por estes Cónegos no dia 22 de julho de 1562.
Por alvará de 12 de novembro de 1565 do Cardeal-infante D. Henrique (a instância de D. Sebastião e do Prior-Geral da Ordem de Santa Cruz de Coimbra), e pela bula "Rationi congruit" de 17 de janeiro de 1566 do papa Pio V, o mosteiro de Moreira, assim como os mosteiros de Santa Maria de Landim e de Santa Maria de Refoios do Lima, foi oficialmente reformado na Ordem de Santa Cruz de Coimbra e incorporado na respetiva Congregação. Pelo alvará de 12 de novembro de 1565, D. Fulgêncio oficialmente renunciou à posse do mosteiro de Moreira, sendo a sua pensão vitalícia fixada por bula de 1565, de acordo com a qual possuía direito de reserva dos frutos do Mosteiro durante a sua vida.
Chegadas as bulas de Roma, foi eleito para prior de Moreira o padre D. Gregório em 22 de julho de 1567, que remiu pouco tempo depois a pensão de D. Fulgêncio, no valor de 1:750$000 réis, em 1568.
Em 1568, por bula do papa Pio V, no tempo de D. Gregório, foi transladada e anexada ao mosteiro a igreja de São Silvestre do Couço (freguesia posteriormente incorporada a Moreira) por se encontrar muito próxima do mosteiro.

### Visitação do bispo do Porto
A visitação é a obrigação que os bispos têm de visitar toda a sua diocese, incluindo as pessoas, instituições, coisas e locais sagrados. Na altura da Contrarreforma, tinha o objetivo de vigiar as paróquias de forma a prevenir a expansão dos ideais protestantes, e de verificar o estado dos templos e a conduta das instituição. Além disso, era também uma forma periódica do bispo de uma diocese exercer domínio sobre as instituições que visitava.
Foi assim D. Gregório o primeiro prior do mosteiro de Moreira a opor-se à visitação do bispo do Porto (na altura D. Rodrigo Pinheiro), sendo esta demanda continuada por D. Cipriano. Alegadamente, as bulas de união do mosteiro de Moreira à Congregação de Santa Cruz de Coimbra do papa Pio V isentavam o mosteiro da visitação do bispo do Porto. De forma a resolver este assunto, o prior D. Cipriano e o bispo do Porto, D. Rodrigo Pinheiro, chegaram a acordo em 1571, sendo o mesmo acordo aceite por D. Aires da Silva, sucessor de D. Rodrigo Pinheiro, em 1575.
Conforme esse acordo, ficavam sujeitos a visitação os fregueses, desde que fora da igreja e do mosteiro; os religiosos seculares; os religiosos regulares com ofício de cura de almas; as igrejas anexas, caso o prior não tenha atendido à primeira vez a pedidos de provisão das igrejas. Ficam assim isentos da visitação o mosteiro, a cerca, os religiosos regulares e os seus familiares. Além disso, é clarificado que o cura da igreja, ou coadjutor, seria anual e removível ad nutum do prior do mosteiro, e que os capelães das igrejas anexas seriam removíveis ad nutum do prior do mosteiro. Por sentenças de Braga, em 1656 e 1671, ficou fixada a capela de S. Silvestre do Couço para a referida visita.
Este acordo confirmava amplos poderes para o prior do mosteiro de Moreira, permitindo-lhe iniciar a construção do mosteiro moderno.

### Construção do mosteiro moderno
Face à elevada degradação do mosteiro primitivo e a sua reduzida dimensão, começou-se logo a seguir ao acordo de visitação a preparar a construção de uma igreja e um mosteiro novos. Foi ordenado por D. Jorge (Prior-Geral da Ordem de Santa Cruz de Coimbra), em julho de 1584, a reconstrução integral do complexo monacal, tendo sido a reedificação da igreja e do mosteiro iniciadas pelo prior D. Henrique Brandão. Foram aplicados 300:000 réis por ano para as obras, e a primeira pedra foi lançada por D. Marcos de Lisboa, bispo do Porto, em dia da Cruz de Maio (3 de maio) de 1588. Em 22 de fevereiro de 1591, D. Filipe II iniciou o seu patrocínio às obras do mosteiro, que são concluídas após 34 anos, em 1622, ano em que é realizada a cerimónia de inauguração do templo com grande festa e procissão, em dia da Cruz de Maio (3 de maio).

### União com o Mosteiro de Mafra
Nos anos de 1753, 1762, 1765 e 1768, o cofre dos quindénios do Mosteiro de Moreira pagou os quindénios do Mosteiro de São Vicente de Fora, enviando a quantia ao procurador geral da Congregação residente em São Vicente, uma ação que antecipava o que ocorreria nos próximos anos.
A presença da Ordem dos Cónegos Regrantes de Santo Agostinho perdurou até 1770, ano em que, por bula do papa Clemente XIV de 4 de julho, nove mosteiros da Congregação de Santa Cruz de Coimbra foram unidos ao Mosteiro de Mafra. Assim, os bens do mosteiro de Moreira foram unidos e aplicados ao Mosteiro de Mafra, entre os quais a prata e os ornamentos, e o vigário presidente e cónegos residentes do mosteiro de Moreira foram enviados para Santa Cruz de Coimbra.
Em 1794, o mosteiro de São Vicente de Fora adquire a administração perpétua dos bens e rendimentos do extinto mosteiro de Moreira, sendo os bens de São Salvador de Moreira unidos aos do mosteiro de São Vicente de Fora no ano seguinte, 1795.

### Extinção das ordens
Em 1834, com a extinção das ordens religiosas, a Casa e a Quinta do Mosteiro foram separadas da Igreja (que passou a ser igreja-matriz nesse mesmo ano), e vendidas ao desembargador Luís Lopes Vieira de Castro, pai de José Cardoso Vieira de Castro (amigo e próximo de Camilo Castelo Branco), que chegou a viver algum tempo na Quinta com a sua mulher. Em 1874, a viúva de Luís Lopes Vieira de Castro, Emília Angélica Guimarães, vendeu a propriedade a D. Rita de Moura Miranda, viúva do liberal José Estevão Coelho de Magalhães, pela quantia de 20 contos de réis. A casa foi herdada pelo filho de José Estevão, o estadista Luís de Magalhães que aí estabeleceu residência. Durante essa época, a Quinta do Mosteiro viu passar ilustres membros da Geração de 70, como Antero de Quental, Oliveira Martins, Jaime de Magalhães Lima, Alberto Sampaio, António Feijó e Eça de Queirós, que referiu a Quinta do Mosteiro sob o nome de "Quinta de Refaldes" na obra A Correspondência de Fradique Mendes.

## Lista de abades/priores do mosteiro

### Sob abades/priores da Ordem de Santo Agostinho
- Abade D. Mendo - Nomeado 1060, referido 1078.
- Abade D. Gelmiro
- Abade D. Mendo II - Falecido 1133.
- Prior D. Afonso Mendes - Nomeado 1133, referido 1134.
- Prior D. Mendo Mendes
- Prior D. Paio Pais
- Prior D. Diogo de Sousa
- Prior D. João Pires
- Prior D. Martinho
- Prior D. Domingos
- Prior D. João do Porto - Referido 1496.
- Prior claustral D. Vasco Annes (Antunes) - Referido 1510 à ocasião do achado do Santo Lenho de Moreira.
- Prior D. Fernando Álvares - Referido 1476.
- Prior D. Martim Peres - Referido 1309.

### Sob comendatários
- Bispo de Osma, D. Pedro da Costa - Referido 1534.
- Bispo de Targa, D. Manuel dos Santos - Referido 1546.
- D. Fulgêncio de Bragança, filho de Jaime I, duque de Bragança - Referido 1552.

### Sob a Congregação da Santa Cruz de Coimbra
- Prior D. Clemente - Nomeado 1562, prior do mosteiro até 1567 como temporário.
- Prior D. Gregório - Nomeado 1567.
- Prior D. Cipriano - Referido 1571, 1575.
- Prior D. Henrique Brandão - Referido 1588.
- Prior D. Luís dos Anjos - Referido 1622.

## Características
O projeto do mosteiro é de origem desconhecida, apesar de apresentar características típicas da arquitetura do noroeste português da segunda metade do século XVI, associando-se particularmente ao Mosteiro de Grijó, projetado em 1572 por Francisco Velasquez, como versão simplificada do modelo desse mosteiro. A arquitetura é de estilo maneirista, inspirada na tratadística renascentista de Sebastiano Serlio. O complexo é, de uma forma geral, constituído por três partes: a Igreja, o Convento e a Quinta, totalizando uma área superior a 10.000 m².
A Igreja de São Salvador de Moreira é de nave única, com falso transepto formado pela abertura de duas capelas laterais, ao qual se acrescentam mais duas capelas laterais no segundo terço superior da nave, sendo a capela-mor retangular. As duas torres sineiras foram erigidas em 1695 na zona de transição entre a nave e a capela-mor.
A fachada do Mosteiro é caracterizada pelos tons sombrios e austeros, conferidos pelo granito. A fachada é dividida em dois registos ou pisos. O piso inferior, correspondente à ordem toscana, com galilé com teto coberto em caixotões e aberta com três arcos retos, separados e ladeados por quatro colunas retangulares de base retangular, fuste liso e capitel simples. E o piso superior correspondente à ordem jónica, de altura bastante superior, que incorpora uma serliana, constituída por uma janela de arco de volta perfeita ladeada por duas janelas de vão reto. As janelas são separadas e ladeadas por quatro colunas retangulares de base retangular, apoiadas sobre pedestais ou pseudo-plintos, com fuste liso e capitel com duas volutas. Os pedestais/plintos das colunas, combinado com a sua altura anormalmente superior à do registo inferior, criam a ideia da ocorrência de um piso intermédio que na realidade não existe. O conjunto é rematado por um frontão com um relógio ao centro, precedido por um varandim.
A nave do mosteiro possui teto em abóbada de berço coberto em caixotões. O coro alto, situado sobre a entrada principal, é de grandes dimensões e assenta sob teto de arco abatido, albergando o cadeiral dos cónegos. A capela-mor, assim como as duas capelas laterais mais próximas da entrada, é revestida lateralmente em azulejo seiscentista de padrão contínuo, de cores azul e amarelo, e está provida de duas amplas janelas de cada lado. À cabeça da capela-mor encontra-se o enorme retábulo tripartido, de estilo barroco e com grande verticalidade, uma verdadeira obra de arte detalhadamente esculpida em madeira, ricamente ornamentada e em talha dourada. Ao centro da capela-mor situa-se o altar-mor da Igreja, de execução posterior ao edifício, em talha barroca maiata, elemento contemporâneo dos dois altares laterais existentes na zona do cruzeiro, entre o corpo e a capela-mor da Igreja.
A Quinta do Mosteiro de Moreira possui um grande jardim centenário, e serve atualmente o propósito de acolher festas, cerimónias e outros eventos, com uma capacidade superior a 500 convidados.
O mosteiro alberga um espantoso órgão de 45 tubos de estilo barroco de 1701 da autoria de Arp Schnitger, considerado por muitos o construtor de órgãos mais influente da Alemanha. Devido ao grau de degradação provocado por cerca de um século, foi restaurado entre 1998 e 2001 pelo mestre organeiro alemão Georg Jann com o apoio do programa PRONORTE, da Câmara Municipal da Maia e do Governo Alemão.

## O Santo Lenho de Moreira
O Santo Lenho de Moreira é a mais importante relíquia mantida no mosteiro de Moreira. O Santo Lenho de Moreira é um fragmento da Cruz de Cristo, trazido do Oriente por cruzados. A referência mais antiga ao Santo Lenho surge em 1085, no testamento de Tructezindo Guterres:
Ego Trutoʃindo proles Guterri Truteʃindis audiens ʃeripturam divinam;
Venit per ʃpiraculum cordis noʃtris pro remedio animæ meæ, facere teʃtamentum in honorem S. Salvatoris, & Sanctæ Mariæ Virginis, & Ligni Sanctæ Crucis, & omnium Sanctorum Apoʃtolorum, quorum reliquiæ conʃervatæ dignoʃcuntur in ʃacroʃancto Altari Sancti Salvatoris, qui fundatur in Villa Moraria ʃubtus mons Petras Rubias diʃcurrente rivulo Leʃʃa in territorio Portugallenʃi. Idcirco do, atque concedo ad ipʃum locum, jam nominatum omnes hereditates meas, quantas viʃus ʃum habere, ʃiue potuero ganare, uʃque ad obitum meum, ut habeant, & poʃsideant ea in ipʃo loco ʃancto habitantes Clerici, & Presbyteri, qui boni fuerint, & in vita ʃancta perʃeverauerint.
Facta ʃeries teʃtamenti coram Deo, & Angelis ejus, & coram D. Menendo Abbate, & Clericis ejus pro teʃtibus.
XIII Kalendas Maii era M.C.XVI.
— Nicolao de S. Maria (1668). Chronica da Ordem dos Conegos Regrantes do Patriarcha S. Agostinho. (Cópia do original em latim; pg. 274)
Com a respetiva tradução:
Filho de Trutesindes, eu Trutesindo Guterres, seguidor atento da Sagrada Escritura;
Venho pelo espírito do coração nosso a favor do remédio da minha alma, a fazer testamento em honra de S. Salvador, da Virgem Santa Maria, do Santo Lenho da Cruz e de todos os Santos Apóstolos, e a todas as relíquias conservadas no Santo Altar de S. Salvador (Mosteiro de S. Salvador), situado na Vila de Moreira sob o monte de Pedras Rubras junto ao rio Leça em território Português. Por esta razão, concedo a este lugar, já nomeado, todas as minhas herdades, tantas quantas possuo ou possa vir a ter até ao meu óbito, para que possam tomar posse delas os Clérigos e Presbíteros desse lugar santo, que foram bons, e em vida santa perseveraram.
Foi feito este testamento diante de Deus, de seus Anjos, e diante do Abade D. Mendo e de seus Clérigos que serviram de testemunhas.
13 das Calendas de Maio da era de 1116 (19 de Abril de 1078).
A relíquia é também referida em várias doações, em honra da qual se fizeram as mais antigas doações.
Por altura do reinado de D. Afonso Henriques, esta relíquia ter-se-á perdido, sendo reencontrada em 1510 pelo prior claustral D. Vasco Annes, debaixo da pedra de ara do altar-mor. Sendo o bispo do Porto, D. Pedro da Costa, informado desta ocasião, mandou fazer grandes festas por graças a Deus. Além disso, tendo sido encontrado num relicário antigo, o bispo do Porto mandou que se fizesse um esplêndido relicário, uma cruz de prata dourada encastoada com diversas pedras preciosas, sendo o Santo Lenho encerrado por trás de um vidro de cristal.
A devoção ao Santo Lenho de Moreira é ainda notável, apesar de vir a decrescer ao longo do tempo. Antigamente, haveria grande afluência ao templo nos dias 3 de maio (Dia da Santa Cruz, em que foi encontrada a cruz) e 14 de setembro (Dia da Exaltação da Santa Cruz, em que se comemora a recuperação da cruz das mãos do Império Sassânida).
É referido por diversas fontes que Deus sempre obrou diversos milagres através desta relíquia, mantendo sob sua proteção os crentes, a freguesia de Moreira e toda a Terra da Maia, encontrando-se, entre outros, os seguintes exemplos:
- Sendo todas as freguesias vizinhas infestadas de víboras, apenas em Moreira não mordem.[4][12]
- Nunca terem caído raios na freguesia.[14]
- Levando o Santo Lenho em procissão, logo eram os pedidos das povoações atendidos, entre os quais bom tempo ou água quando havia mister para as sementeiras, e boa colheita dos frutos das suas searas, assim como assistência para outros tipos de calamidades.[3][4]
- Em presença do Santo Lenho, logo eram os possessos livres do demónio, sem necessidade de mais exorcismo.[3]
- Sob a proteção do Santo Lenho, o mosteiro de Moreira e as suas redondezas terão sido protegidas dos danos do sismo de 1755.[15]
- Eram abrangidos pela sua proteção todos os fiéis que visitassem em peregrinação o mosteiro de Moreira, particularmente os pescadores de Matosinhos.[15]

Quando o Santo Lenho era retirado em procissão do mosteiro, prontamente se juntavam multidões vindas de mais de 70 freguesias, para que fossem contempladas pelos seus milagres.